# تفشي حمى الضنك في سنغافورة 2013
تفشي حمى الضنك في سنغافورة 2013 تم الإبلاغ عن ارتفاع كبير في عدد حالات حمى الضنك في سنغافورة. بدأ تفشي المرض في يناير، حيث بدأ عدد الإصابات بالارتفاع في أبريل، قبل أن يصل في النهاية إلى ذروة 842 حالة إصابة بحمى الضنك في الأسبوع الممتد من 16 إلى 22 يونيو 2013. وكان هذا الرقم يتجاوز بكثير أعلى عدد من الحالات أسبوعيا في السنوات الثلاث السابقة. على الرغم من وجود مخاوف من أن معدل الإصابة قد يتجاوز 1000 في الأسبوع لم تتحقق هذه المخاوف.
كما أظهرت البيانات الرسمية أصيب أكثر من 13000 شخص بحمى الضنك اعتبارًا من منتصف يوليو في عام 2013، وهو ما يقترب بسرعة من إجمالي 14209 إصابة في تفشي حمى الضنك عام 2005، وهو أسوأ عام على الإطلاق. تم تجاوز الرقم القياسي لعام 2005 في الأسبوع الممتد من 4 إلى 10 أغسطس حيث بلغ العدد الإجمالي للحالات 14217 حالة. انتهى العام بإصابة ما مجموعه 22170 شخصًا بالمرض، وهو رقم قياسي استمر حتى عام 2020، عندما سجلت 35.315 حالة في تفشي حمى الضنك في سنغافورة 2020.